# 帕尔菲诺
帕尔菲诺（羅馬化：Parfino）是俄罗斯诺夫哥罗德州的工人村（市级镇）、帕尔菲诺区行政中心，地处诺夫哥罗德州西部，位于伊尔门湖流域洛瓦季河畔，州府大诺夫哥罗德东南方。
首次提及时称为帕尔费耶沃（Парфеево）。该地2021年人口有6,258人；2010年人口7,492；2002年人口8,446；1989年人口8,299。